# スペクトル半径
数学におけるスペクトル半径（スペクトルはんけい、英: spectral radius）とは、複素正方行列や線形位相空間上の有界線形作用素の固有値の絶対値の最小上界のことである。ギリシャ文字 ρ によって表記されることが多い。

## 行列のスペクトル半径および諸性質
複素正方行列{\displaystyle {\boldsymbol {A}}\in {\mathbb {C} }^{n\times n}}について、その固有値を{\displaystyle \lambda _{1},\lambda _{2},\ldots ,\lambda _{n}}（実数または複素数）とする。このときの{\displaystyle {\boldsymbol {A}}}のスペクトル半径 {\displaystyle \rho ({\boldsymbol {A}})}は以下のように定義される。
{\displaystyle \rho ({\boldsymbol {A}}):=\max _{i}(|\lambda _{i}|)}
より一般に、単位的バナッハ環の元 {\displaystyle {\boldsymbol {A}}}について、そのスペクトル σ(A) = {λ ∈ C | λI - A は可逆でない } に含まれる数の絶対値の上限 {\displaystyle \rho ({\boldsymbol {A}})}が {\displaystyle {\boldsymbol {A}}} のスペクトル半径と呼ばれる(ここで I はバナッハ環の単位元とする)。
有界線形作用素 {\displaystyle {\boldsymbol {A}}} と作用素ノルム ||·|| に対し、次式がなりたつ(#ノルムによる評価節を参照のこと)。
{\displaystyle \rho ({\boldsymbol {A}})=\lim _{k\to \infty }\|{\boldsymbol {A}}^{k}\|^{1/k}.}
複素ヒルベルト空間上の有界作用素は、そのスペクトル半径が数域半径と一致する場合、spectraloid operator と呼ばれる。このような作用素の例としては、正規作用素がある。

## 等比列の収束
スペクトル半径は行列の等比列の収束性と次のようにして密接に関係している。 {\displaystyle {\boldsymbol {A}}\in {\mathbb {C} }^{n\times n}}を複素行列、{\displaystyle \rho ({\boldsymbol {A}})}をそのスペクトル半径とすると、
{\displaystyle \lim _{k\to \infty }{\boldsymbol {A}}^{k}=0} のとき、およびそのときに限り {\displaystyle \rho ({\boldsymbol {A}})<1}である。
これは特に、任意の行列ノルム ||・|| について
- ρ(A) < 1 ならば ||A|| → 0（ノルムの連続性により）
- ρ(A) > 1 ならば ||A|| → ∞（ノルムの同値性により）

ということを導く。
{\displaystyle \lim _{k\to \infty }{\boldsymbol {A}}^{k}=0}が ρ(A) < 1 を導くことは以下のようにしてわかる。 (v, λ) を行列 A の固有ベクトル-固有値の組とすると、
{\displaystyle {\boldsymbol {A}}^{k}{\boldsymbol {v}}=\lambda ^{k}{\boldsymbol {v}}}
であるから、
{\displaystyle 0=(\lim _{k\to \infty }{\boldsymbol {A}}^{k}){\boldsymbol {v}}=\lim _{k\to \infty }{\boldsymbol {A}}^{k}{\boldsymbol {v}}}
ここで、v ≠ 0 であることより、
{\displaystyle \lim _{k\to \infty }\lambda ^{k}=0}
でなければならないが、これは、|λ| < 1 であることを意味する。これがすべての固有値 λ に対して成立しなければならないから、ρ(A) < 1 と結論づけることができる。
一方、ρ(A) < 1 が{\displaystyle \lim _{k\to \infty }{\boldsymbol {A}}^{k}=0}を導くことは以下のようにしてわかる。ジョルダン標準形の理論から、任意の複素行列 A ∈ MnC について、互いに可換な半単純行列 S とベキ零行列 N があって、A = S + N、ρ(A) = ρ(S) が成立している。 K をNK = 0 であるような自然数とすれば、任意の自然数 k について
{\displaystyle {\boldsymbol {A}}^{k}={\boldsymbol {S}}^{k}+k{\boldsymbol {S}}^{k-1}{\boldsymbol {N}}+{\binom {k}{2}}{\boldsymbol {S}}^{k-2}{\boldsymbol {N}}^{2}+\dotsb +{\binom {k}{K-1}}{\boldsymbol {S}}^{k-K+1}{\boldsymbol {N}}^{K-1}}
が成り立っている。ρ(S)が1より小さいため任意の j について
{\displaystyle {\binom {k}{j}}{\boldsymbol {S}}^{k-j}\rightarrow 0\quad (k\rightarrow \infty )}
であり、したがって上式右辺の有限和の各項は 0 に収束している。

### ノルムによる評価
複素行列のスペクトル半径と任意の行列ノルム ||·|| に関して、次式が成立する (Gelfand, 1941)。
{\displaystyle \rho ({\boldsymbol {A}})=\lim _{k\to \infty }\|{\boldsymbol {A}}^{k}\|^{1/k}.}
この定理は以下のようにして示される。 ε > 0 を任意の正の実数とする。このとき、
{\displaystyle {\tilde {\boldsymbol {A}}}=(\rho ({\boldsymbol {A}})+\epsilon )^{-1}{\boldsymbol {A}}.}
について
{\displaystyle \rho ({\tilde {\boldsymbol {A}}})={\frac {\rho ({\boldsymbol {A}})}{\rho ({\boldsymbol {A}})+\epsilon }}<1}
だから、#等比列の収束により、
{\displaystyle \lim _{k\to \infty }{\tilde {\boldsymbol {A}}}^{k}=0}
が成り立っている。したがって、ある自然数 N1 ∈ N が存在して、
{\displaystyle \forall k\geq N_{1}\Rightarrow \|{\tilde {\boldsymbol {A}}}^{k}\|<1}
が成り立つ。これは
{\displaystyle \forall k\geq N_{1}\Rightarrow \|{\boldsymbol {A}}^{k}\|^{1/k}<\rho ({\boldsymbol {A}})+\epsilon .}
ということを示している。同様にして
{\displaystyle {\check {\boldsymbol {A}}}={\frac {\boldsymbol {A}}{\rho ({\boldsymbol {A}})-\epsilon }}}
を考えることにより、ある自然数 N1 ∈ N が存在して、
{\displaystyle \forall k\geq N_{1}\Rightarrow \|{\check {\boldsymbol {A}}}^{k}\|>1}
がわかる。以上のことから
{\displaystyle \forall \epsilon >0,\exists N\in \mathbb {N} :\forall k\geq N\Rightarrow \rho ({\boldsymbol {A}})-\epsilon <\|{\boldsymbol {A}}^{k}\|^{1/k}<\rho ({\boldsymbol {A}})+\epsilon }
が言えるが、これは
{\displaystyle \lim _{k\to \infty }\|{\boldsymbol {A}}^{k}\|^{1/k}=\rho ({\boldsymbol {A}})}
ということを表している。
さらに||·|| が 一貫性を持つ場合には、任意の複素行列 A ∈ MnC と k ∈ N に対し
{\displaystyle \rho (A)\leq \|{\boldsymbol {A}}^{k}\|^{1/k}}
が成立している。これは以下のようにして示すことができる。A の固有ベクトル v と対応する固有値 λ について、行列ノルムの一貫性から次式を得る。
{\displaystyle |\lambda |^{k}\|{\boldsymbol {v}}\|=\|\lambda ^{k}{\boldsymbol {v}}\|=\|{\boldsymbol {A}}^{k}{\boldsymbol {v}}\|\leq \|{\boldsymbol {A}}^{k}\|\cdot \|{\boldsymbol {v}}\|}
ここで、v ≠ 0 であるので、任意の固有値 λ に対して次式を得る。
{\displaystyle |\lambda |^{k}\leq \|{\boldsymbol {A}}^{k}\|}
したがって、
{\displaystyle \rho ({\boldsymbol {A}})\leq \|{\boldsymbol {A}}^{k}\|^{1/k}}
が成立する。また、ヒルベルト空間上の作用素ノルムについては
{\displaystyle \rho ({\boldsymbol {A}}^{*}{\boldsymbol {A}})=\|{\boldsymbol {A}}^{*}{\boldsymbol {A}}\|=\|{\boldsymbol {A}}\|^{2}}
が成り立つ。
Gelfand の公式は、有限個の行列の積のスペクトル半径に対しても考えることができる。すべての行列が可換であると仮定すると、次式を得る。
{\displaystyle \rho ({\boldsymbol {A}}_{1}{\boldsymbol {A}}_{2}\dotsb {\boldsymbol {A}}_{n})\leq \rho ({\boldsymbol {A}}_{1})\rho ({\boldsymbol {A}}_{2})\dotsb \rho ({\boldsymbol {A}}_{n}).}

## 例
例: 次の行列を考える。
{\displaystyle {\boldsymbol {A}}={\begin{bmatrix}9&-1&2\\-2&8&4\\1&1&8\end{bmatrix}}}
この固有値は 5, 10, 10 であるから、定義より、スペクトル半径は ρ(A)=10 である。以下の表には、ベクトルの p-ノルムから誘導された行列の作用素ノルムおよびヒルベルト-シュミットノルム(フロベニウスノルム)に関する {\displaystyle \|{\boldsymbol {A}}^{k}\|^{1/k}} の、k の増加に対する値が列挙されている（この行列の場合には{\displaystyle \|{\boldsymbol {A}}^{k}\|_{1}=\|{\boldsymbol {A}}^{k}\|_{\infty }} となっている）。
| k                       | {\displaystyle \\|.\\|_{1}=\\|.\\|_{\infty }} | {\displaystyle \\|.\\|_{F}} | {\displaystyle \\|.\\|_{2}} |
| ----------------------- | --------------------------------------------- | --------------------------- | --------------------------- |
| 1                       | 14                                            | 15.362291496                | 10.681145748                |
| 2                       | 12.649110641                                  | 12.328294348                | 10.595665162                |
| 3                       | 11.934831919                                  | 11.532450664                | 10.500980846                |
| 4                       | 11.501633169                                  | 11.151002986                | 10.418165779                |
| 5                       | 11.216043151                                  | 10.921242235                | 10.351918183                |
| {\displaystyle \vdots } | {\displaystyle \vdots }                       | {\displaystyle \vdots }     | {\displaystyle \vdots }     |
| 10                      | 10.604944422                                  | 10.455910430                | 10.183690042                |
| 11                      | 10.548677680                                  | 10.413702213                | 10.166990229                |
| 12                      | 10.501921835                                  | 10.378620930                | 10.153031596                |
| {\displaystyle \vdots } | {\displaystyle \vdots }                       | {\displaystyle \vdots }     | {\displaystyle \vdots }     |
| 20                      | 10.298254399                                  | 10.225504447                | 10.091577411                |
| 30                      | 10.197860892                                  | 10.149776921                | 10.060958900                |
| 40                      | 10.148031640                                  | 10.112123681                | 10.045684426                |
| 50                      | 10.118251035                                  | 10.089598820                | 10.036530875                |
| {\displaystyle \vdots } | {\displaystyle \vdots }                       | {\displaystyle \vdots }     | {\displaystyle \vdots }     |
| 100                     | 10.058951752                                  | 10.044699508                | 10.018248786                |
| 200                     | 10.029432562                                  | 10.022324834                | 10.009120234                |
| 300                     | 10.019612095                                  | 10.014877690                | 10.006079232                |
| 400                     | 10.014705469                                  | 10.011156194                | 10.004559078                |
| {\displaystyle \vdots } | {\displaystyle \vdots }                       | {\displaystyle \vdots }     | {\displaystyle \vdots }     |
| 1000                    | 10.005879594                                  | 10.004460985                | 10.001823382                |
| 2000                    | 10.002939365                                  | 10.002230244                | 10.000911649                |
| 3000                    | 10.001959481                                  | 10.001486774                | 10.000607757                |
| {\displaystyle \vdots } | {\displaystyle \vdots }                       | {\displaystyle \vdots }     | {\displaystyle \vdots }     |
| 10000                   | 10.000587804                                  | 10.000446009                | 10.000182323                |
| 20000                   | 10.000293898                                  | 10.000223002                | 10.000091161                |
| 30000                   | 10.000195931                                  | 10.000148667                | 10.000060774                |
| {\displaystyle \vdots } | {\displaystyle \vdots }                       | {\displaystyle \vdots }     | {\displaystyle \vdots }     |
| 100000                  | 10.000058779                                  | 10.000044600                | 10.000018232                |

## グラフのスペクトル半径
有限グラフのスペクトル半径は、その隣接行列のスペクトル半径として定義される。
この定義は、頂点の次数が有界な無限グラフ（すなわち、ある実数 C が存在して、グラフ中のすべての頂点の次数が C より小さくなる）の場合に拡張される。この場合、グラフ G に対して、その頂点集合を基底にするようなヒルベルト空間 l2(V(G)) 上に
{\displaystyle (\gamma f)(v)=\sum _{(u,v)\in E(G)}f(u)}
によって G の隣接作用素とよばれる l2(V(G)) 上の有界作用素 γ を考えることができる。このとき、 γ のスペクトル半径のことを G のスペクトル半径という。

## 関連記事
- 作用素環論
- バナッハ空間